# Camille Ournac
Camille Ournac est un homme politique français né le 31 août 1845 à Toulouse (Haute-Garonne) et décédé le 24 février 1925 à Toulouse.

## Biographie
Minotier, il est conseiller général de Haute-Garonne, puis président du conseil général, maire de Toulouse de 1888 à 1892 et sénateur de la Haute-Garonne de 1897 à 1920. Inscrit au groupe de la Gauche démocratique, il intervient sur les questions budgétaires liées à l'agriculture.
Dans la salle du conseil municipal du Capitole de Toulouse, on peut voir un tableau du peintre André Roucolle représentant L’entrée de Louis XI à Toulouse, où, devant le roi à gauche figure Camille Ournac en capitoul, à son côté avec un capuchon : Paul Feuga, immédiatement derrière eux Honoré Serres.

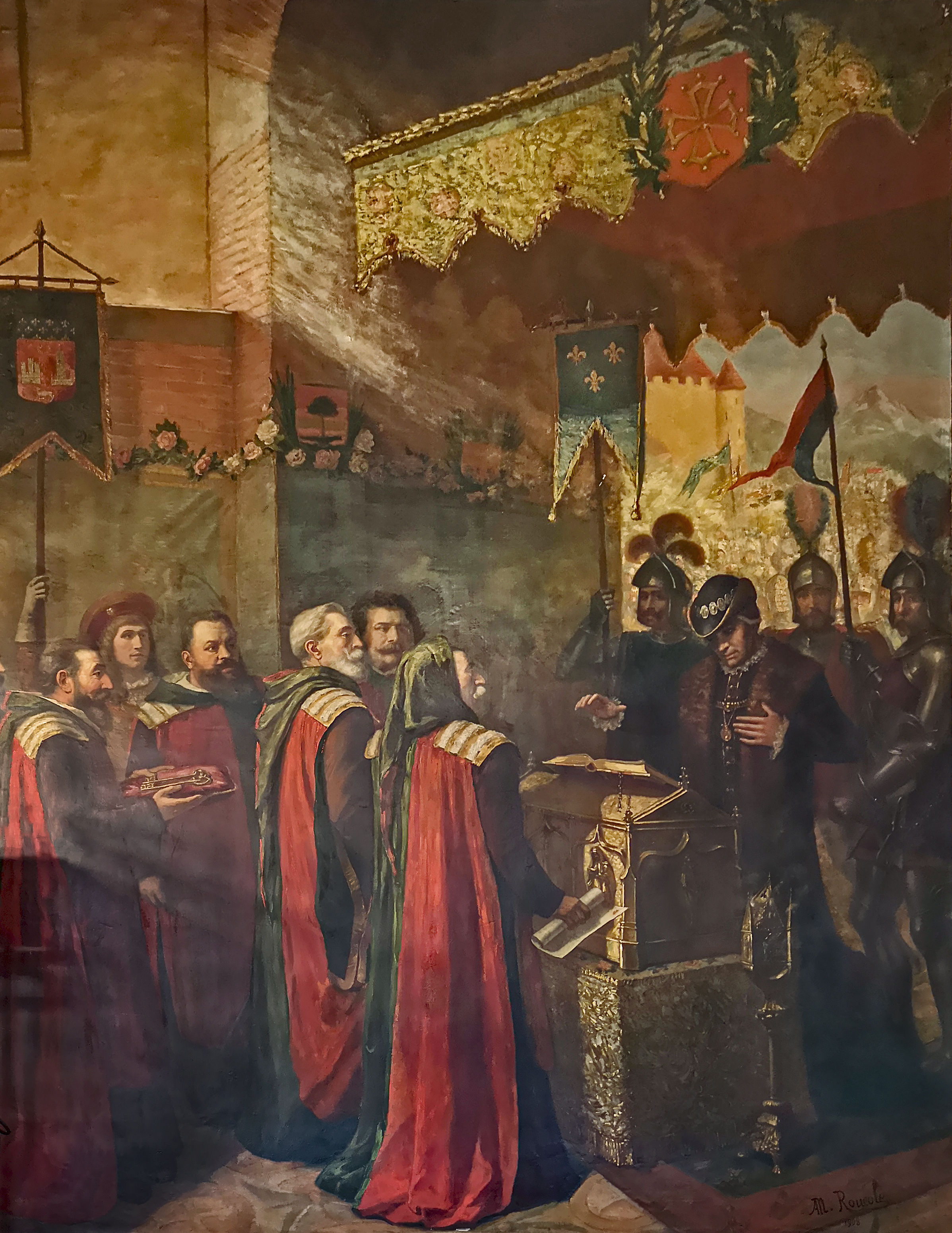
Entrée de Louis XI à Toulouse
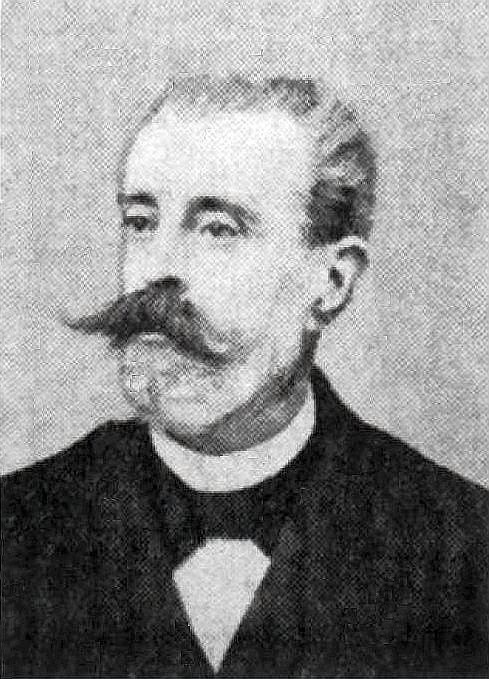
Camille Ournac vers 1892.

## Sources
- Ressources relatives à la vie publique :   - base Léonore
  - Sénat
- Notices d'autorité :   - VIAF
  - ISNI
  - BnF (données)
- « Camille Ournac », dans le Dictionnaire des parlementaires français (1889-1940), sous la direction de Jean Jolly, PUF, 1960 [détail de l’édition]